# Досмухамбетов, Джолдабек Ахмедович
Джолдабек Ахмедович Досмухамбетов (1916—1977) — выдающийся геолог по бурению, главный геолог промыслов Байчунас, Макат, главный геолог объединения «Казахстаннефть».

## Трудовая деятельность
Вся деятельность Джолдабека была связана с топливно-энергетическим комплексом. Сначала был геологом по бурению, после главным геологом промыслов Байчунас, Макат. После стал заместителем главного геолога в тресте «Казахстаннефтекомбинат» и впоследствии стал управляющим трестом «Казахстаннефтеразведка». После окончания Нефтяной академии в 1953 году был назначен директором промысла «Кулсары». Далее был главным геологом объединения «Казахстаннефть», после стал начальником этого объединения.

## Научно-производственные достижения
Внёс огромный вклад в развитие нефтяной и газовой промышленности Казахстана.

## Государственные и отраслевые награды
- Лауреат Ленинской премии - за участие в открытии и разведке месторождений Узень и Жетыбай (1966).
- Заслуженный нефтяник Казахской ССР
- Награждён орденами Ленина, Трудового Красного Знамени (дважды), «Знак Почёта», медалями и Почетной грамотой Президиума Верховного Совета СССР.
- Его именем названа нефтяная структура в районе Ю. Эмбы.